# Howl's Moving Castle
O Castelo Animado (Howl's Moving Castle) é um livro escrito por Diana Wynne Jones, lançado em 1986, e que ganhou vários prêmios por todo o mundo. Em 2004 foi adaptado para a animação O Castelo Animado pelo premiado diretor Hayao Miyazaki no Studio Ghibli. A parceria entre a autora e o diretor culminou na produção do filme que, em 2006, foi indicado ao Oscar de Melhor Animação .

## Sinopse
Na terra de Ingary, onde botas de sete-léguas e casacos da invisibilidade existem, é muita falta de sorte ser a primeira de três filhas. Todos sabem que essa vai ser a que vai falhar antes, e pior, quando as três saírem fazer fortuna.
Esse foi o caso de Sophie e ela já havia se resignado a ser o fracasso da família quando atrai a atenção indesejada da Bruxa das Terras Desoladas que a transforma em uma velha.
Determinada a acabar com a maldição Sophie vai ao único lugar onde pode conseguir ajuda - o castelo que fica perambulando pelos montes próximos. Esse castelo pertence ao famoso Mago Howl cujo apetite, dizem, é satisfeito somente com o coração de belas moças.
Sophie faz um acordo com Calcifer, o demônio do fogo que reside na lareira do castelo: Se Sophie desfizer o pacto que o une a Howl ele quebraria a maldição da bruxa. Calcifer não pode dar os detalhes mas dá dicas indiretas para que Sophie adivinhe o contrato do pacto.
Sophie logo nota que os boatos sobre Howl são criados por ele mesmo para que fiquem a distancia dele. Na verdade ele é um homem charmoso e inteligente, mas tem muito orgulho de sua aparência e é muito cabeça-dura. Howl gosta de dar um jeitinho de se livrar das situações desconfortáveis, freqüentemente de modos cômicos.
Mas surge um problema do qual ele não consegue se livrar! Príncipe Justin saiu em busca do desaparecido Mago Suliman e quando este também desaparece Howl é enviado pelo rei para procurar os dois e derrotar a Bruxa das Terras Desoladas, suspeita de ser responsável pela desaparição dos dois.
Howl quer evitar um encontro com a bruxa, uma antiga amante que por ciúme jogou uma maldição nele, então Howl tenta se livrar da missão pedindo para Sophie, que finge ser sua mãe, fazer uma petição para que ele não tenha que cumprir as ordens, mas sem sucesso.
Howl na verdade está enfrentando a bruxa enquanto finge que está desinteressado. Mas a bruxa não é um oponente fácil de enganar pois ela é uma feiticeira poderosa e também tem um demônio do fogo!

## Personagens

### Principais
Mago Howl: Um mago misterioso e fanático por privacidade. Tem 27 anos, nasceu no dia 22 de abril e é famoso por ser mulherengo e maldoso. Os rumores dizem que ele procura por jovens bonitas para que possa roubar seus corações. Seu nome verdadeiro é Howell Jenkins Pendragon e é natural do País de Gales, onde sua família vive sem saber de suas atividades no mundo de Sophie ou de sua existência. Ele é descrito como alguém alto e gentil e gosta de roupas bonitas e de pintar o cabelo. Mas Calcifer o descreve como alguém vaidoso demais para alguém com cabelo cor de lama.
Sophie Hatter: Tem 18 anos e é a mais velha de três irmãs. Sophie é decidida, fiel e considerada.  Se resignou a continuar com a velha chapelaria do pai enquanto sua irmãs foram fazer fortuna mas decide sair de casa quando a Bruxa das terras desoladas a transforma em uma velha e acaba virando faxineira do castelo de Howl. No início ela acha que Howl merece a má fama que tem, mas com o tempo descobre que ele também tem muitas qualidades. A mestra de Howl, Sra. Penstemmon conta a Sophie que ela também tem poderes mágicos e então Sophie nota que os vem usando inconscientemente há muito tempo.
Calcifer: É o demônio do fogo que mora no castelo de Howl. Nasceu dia 15 de agosto. Fez uma barganha com Howl que aumenta muito a magia de ambos mas fez com que ele fique preso a lareira do castelo. Por isso faz um acordo com Sophie, que se puder libertá-lo ele quebraria a maldição que a Bruxa jogou nela. Isso comprova o que Howl diz: que Calcifer é o seu ponto fraco. E isso é verdade de várias maneiras.
A Bruxa das Terras Abandonadas: 
É uma das feiticeiras mais poderosas da terra de Ingary. Nasceu 18 de novembro. Foi banida para as Terras Abandonadas a 50 anos pelo falecido Rei e desde então vem espalhando destruição pelo reino. Ela foi professora e pessoa muito próxima de Howl ao qual ela era "apaixonada"(sua verdadeira intenção era roubar o coração dele) quando ele viu quem ela realmente era ele fugiu. Como vingança a Bruxa joga uma maldição em Howl: Que quando ele se apaixonar ele vai voltar para ela.

### Outros personagens
Michael Fisher: É o aprendiz de Howl e tem 15 anos. Ele nasceu dia 23 de outubro. Quando ficou órfão não tinha para onde ir e entrou no castelo por acaso. Quando Sophie achou estranho que Howl simplesmente deixou ela ficar como faxineira do castelo ele conta que Howl demorou 6 meses para notar que ele estava morando ali! Ele conhece a irmã de Sophie, Martha, e se apaixona por ela.
Lettie Hatter: É irmã de Sophie e tem 17 anos de idade e é considerada a mais bonita das irmãs. Lettie fica amiga de um cão que na verdade é uma pessoa enfeitiçada e quando descobre que Sophie está morando com o mal-afamado Mago Howl ela envia o cachorro para protegê-la. Pretende aprender magia.
Martha Hatter: É a mais nova das irmãs e é considerada a mais esperta das três irmãs. Martha acaba ficando no lugar de Lettie como aprendiz no Café Cesari onde conhece Michael Fisher e se apaixona.
Fanny Hatter: Foi a segunda esposa do Sr. Hatter e era assistente na chapelaria. É a mãe de Martha e sempre foi gentil com as três filhas. Quando ficou viúva assumiu a chapelaria e encaminhou Lettie e Martha para bons mestres e ficou com Sophie como assistente. Pouco após a desaparição de Sophie ela casa com um homem rico, Sr. Sacheverell Smith, e vende a chapelaria para Howl.
Mago Suliman: É Mago-real e conselheiro do Rei. Também veio do País de Gales e teve a mesma mestra que Howl. Foi mandado atrás da Bruxa das Terras Desoladas quando ela ameaçou a vida da filha do Rei, Princesa Valéria.
Príncipe Justin: É o irmão mais novo do Rei. Ficou preocupado com a desaparição do Mago Suliman mas quando vai procurá-lo desaparece também.